# 1708 Polit
1708 Polit је астероид главног астероидног појаса са пречником од приближно 29,30 km.
Афел астероида је на удаљености од 3,805 астрономских јединица (АЈ) од Сунца, а перихел на 2,024 АЈ.
Ексцентрицитет орбите износи 0,305, инклинација (нагиб) орбите у односу на раван еклиптике 6,036 степени, а орбитални период износи 1817,779 дана (4,976 године).
Апсолутна магнитуда астероида је 11,80 а геометријски албедо 0,039.
Астероид је откривен . 1932. године.